# همسریابی

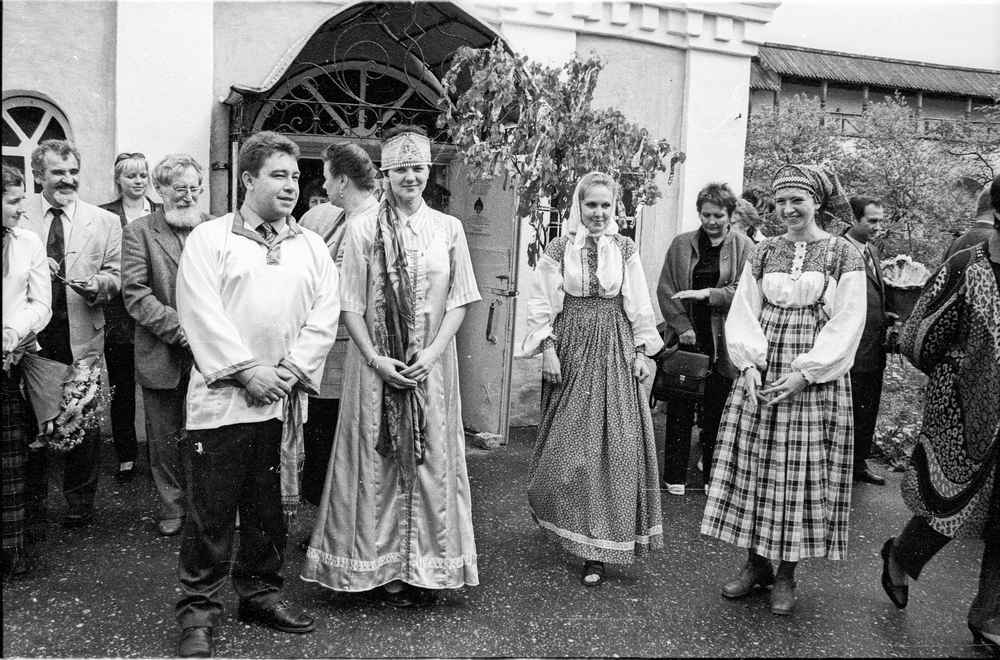
همسان‌گزینی سنتی در روسیه قدیم

همسریابی یا همسان‌گزینی (به انگلیسی: Matchmaking) به فرایند یافتن همسر گفته می‌شود.

## طرح ملی همسریابی در ایران
طرحی است که بستهٔ اول آن تلاش برای افزایش انگیزه برای ازدواج است و مراحلی همچون ارجاع به مشاور و بسته‌های آموزشی را در بر دارد، در ۱۰ مهر ۱۳۹۳، در گزارش‌های فراوان در سایت‌های خبری مختلف، دبیر کارگروهی باعنوان «کارگروه تخصصی صنعت ملی مشاوره ازدواج»، به تشریح مراحل مختلف یک طرح با نام «طرح ملی همسان‌گزینی» پرداخت.
در تاریخ 25 مرداد 1394 ، سردار سعید منتظرالمهدی، معاون اجتماعی ناجا با اشاره به سایت های همسریابی تصریح کرد: هیچ سایت همسریابی مجازی به جز سایت همسرگزینی با عنوان همسان سازی متعلق به موسسه تبیان وجود ندارد.